# Furstendömet Serbien (Medeltiden)
Furstendömet Serbien eller Serbiska furstendömet (serbiska: Кнежевина Србија, Kneževina Srbija) var en medeltida serbisk stat som styrdes av Vlastimirović-ätten, och existerade cirka 768-969 i sydöstra Europa. Det skapades genom enandet av flera provinshövdingar under Višeslav, den första serbiske härskare vars namn är känt